# Хендри, Джон (футболист, 1963)
Джон Грэттен Хендри (англ. John Grattan Hendrie; 24 октября 1963, Леннокстаун) — шотландский футболист, игравший на позициях правого полузащитника и нападающего в английских клубах. Двоюродный брат Ли Хендри и племянник Пола Хендри.
Начинал карьеру в «Ковентри Сити». В молодёжной команде стал лучшим бомбардиром в сезоне-1983/84 (10 мячей в 25 матчах). После аренды в команде «Херефорд Юнайтед» перешёл в «Брэдфорд Сити», где выступал в течение четырёх сезонов и стал одним из ключевых игроков команды. В 1988—1990 годах играл за «Ньюкасл Юнайтед» и «Лидс Юнайтед», после чего перешёл в «Мидлсбро», с которым выходил в Премьер-лигу в 1992 и 1995 годах, 5 декабря 1992 года отметился хет-триком в матче чемпионата Премьер-лиги против «Блэкберн Роверс» (3:2), в 1995 году был лучшим бомбардиром команды в Первом дивизионе (15 мячей). После сезона-1995/96 перешёл в «Барнсли», с которым вышел в Премьер-лигу и вылетел обратно в Первый дивизион, в сезоне-1998/99 работал с командой уже в качестве тренера.

## Достижения
- Победитель Третьего дивизиона: 1984/85
- Победитель Второго дивизиона: 1989/90
- Победитель Первого дивизиона: 1994/95